# Gnathonemus longibarbis
Gnathonemus longibarbis é uma espécie de peixe da família Mormyridae.
Pode ser encontrada nos seguintes países: Burundi, República Democrática do Congo, Quénia e Tanzânia.
Os seus habitats naturais são: rios, lagos de água doce, marismas de água doce e deltas interiores.